# Leuchtturm Šventoji
Der Leuchtturm Šventoji (litauisch Šventosios švyturys) steht in Šventoji, Litauens nördlichster Stadt an der Ostseeküste nur 8 Kilometer südlich der lettischen Grenze.
Der ursprüngliche Leuchtturm wurde 1957 erbaut und bestand aus einer quadratischen Holzkonstruktion aus großen Balken. 1964 wurde am Leuchtturm ein Nautophon installiert. Die Konstruktion wurde im Jahr 2000 durch Metall auf einem Stahlbetonfundament ersetzt. Der Leuchtturm hat in der oberen Hälfte weiße und rote Metallpaneel-Verkleidungen als Tagesmarkierung. An der Spitze befindet sich eine quadratische Plattform mit Geländer und einem achteckigen roten Laternenhaus.